# Sam Houston State University
Sam Houston State University (SHSU) – amerykańska uczelnia publiczna z siedzibą w mieście Hunstsville (stan Teksas). Została założona w 1879 r. jako Sam Houston Normal Institute.